# Яан Ісотамм
Яан Ісотамм (ест. Jaan Isotamm; *19 жовтня 1939 — †2 червня 2014, Тарту) — естонський поет-лірик. Багатолітній політв'язень. Після звільнення Естонії редактор журналу Akadeemia. 

## Біографія
Був заарештований 1956 окупаційною совєцькою владою. Він був звинувачений у членстві в націоналістичній естонській студентській організації. Провів сім років у таборах ГУЛАГ. 
Після свого звільнення оселився в Тарту. З 1969 по 1988 працював нічним сторожем. Тільки наприкінці 1980тих зміг знову активно зайнятися творчою роботою. Став редактором естонського журналу Akadeemia. Проте і в незалежній Естонії залишився повстанцем, індивідуалістом, нонконформістом.

### Творчість
Ісотамм написав у середині 1960-х років поезію, короткі прозові твори, публіцистику. З 1968 його роботи з'явилися в естонських  журналах. 
2000 Ісотамм отримав державну премію з культури Естонської Республіки.